# LAMTOR3
LAMTOR3 (англ. Late endosomal/lysosomal adaptor, MAPK and MTOR activator 3) – білок, який кодується однойменним геном, розташованим у людей на короткому плечі 4-ї хромосоми.  Довжина поліпептидного ланцюга білка становить 124 амінокислот, а молекулярна маса — 13 623.
| 10         |  | 20         |  | 30         |  | 40         |  | 50         |
| ---------- |  | ---------- |  | ---------- |  | ---------- |  | ---------- |
| MADDLKRFLY |  | KKLPSVEGLH |  | AIVVSDRDGV |  | PVIKVANDNA |  | PEHALRPGFL |
| STFALATDQG |  | SKLGLSKNKS |  | IICYYNTYQV |  | VQFNRLPLVV |  | SFIASSSANT |
| GLIVSLEKEL |  | APLFEELRQV |  | VEVS       |  |            |  |            |

A: Аланін

C: Цистеїн

D: Аспарагінова кислота

E: Глутамінова кислота

F: Фенілаланін

G: Гліцин

H: Гістидин

I: Ізолейцин

K: Лізин

L: Лейцин

M: Метіонін

N: Аспарагін

P: Пролін

Q: Глутамін

R: Аргінін

S: Серин

T: Треонін

V: Валін

Задіяний у такому біологічному процесі як альтернативний сплайсинг. 
Локалізований у мембрані, ендосомах.